# Macgillicuddy's Reeks

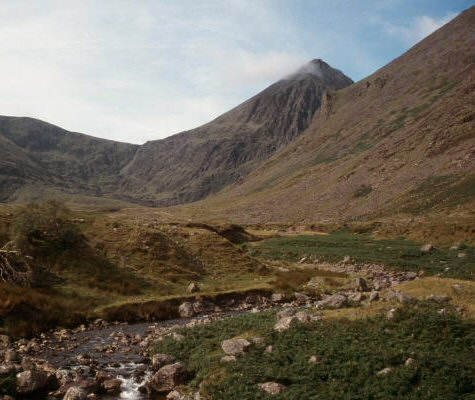
Carrantuohill (centre, 1.038 metres), el pic més alt de Macgillycuddy's Reeks.

MacGillycuddy's Reeks (irlandès: Na Cruacha Dubha, que significa Les piles negres) és una serralada al comtat de Kerry, Irlanda. Estenent-se en més de 19 km, inclou la muntanya més alta d'Irlanda (Carrantuohill, de 1.038 metres), els altres dos pics de més de 1.000 m existents al país (Beenkeragh de 1.010 m iCaher de 1.001 m), i més d'altres 100 pics de més de 600 metres d'altura. Les muntanyes són de gres tallada per les glaceres i estan ubicades a la península d'Iveragh, prop dels Llacs de Killarney.
El nom de la serralada data del segle xviii i el pren del clan MacGillicuddy (o McGillicuddy) al qual pertanyien les terres d'aquesta zona de Munster des de feia temps, ja que van continuar pertanyent-los fins a finals del segle xx.